# Stam1na

Logotyp zespołu

Stam1na – fińska grupa wykonująca szeroko pojętą muzykę heavymetalową. Powstała w 1996 roku Lemi w południowej Karelii. Zespół zmienił "i" na 1, aby łatwiej było ich znaleźć w wyszukiwarkach internetowych. W 2010 roku grupa otrzymała MTV Europe Music Award w kategorii Best Finnish Act.

## Dyskografia
Albumy
| Stam1na                                 | - Data: 2 marca 2005 - Wydawca: Sakara Records   | 13 |                    |
| Uudet Kymmenen Käskyä                   | - Data: 10 maja 2006 - Wydawca: Sakara Records   | 3  | - FIN: złota płyta |
| Raja                                    | - Data: 13 lutego 2008 - Wydawca: Sakara Records | 1  |                    |
| Viimeinen Atlantis                      | - Data: 10 lutego 2010 - Wydawca: Sakara Records | 1  | - FIN: złota płyta |
| Nocebo                                  | - Data: 8 lutego 2012 - Wydawca: Sakara Records  | 1  | - FIN: złota płyta |
| SLK                                     | - Data: 7 lutego 2014 - Wydawca: Sakara Records  | 1  |                    |
| Elokuutio                               | - Data: 18 marca 2016 - Wydawca: Sakara Records  | 1  |                    |
| "—" oznacza, że album nie był notowany. |                                                  |    |                    |

Albumy wideo
| Tytuł                                           | Dane dot. albumu                               | Pozycja na liście |
| Tytuł                                           | Dane dot. albumu                               | FIN               |
| ----------------------------------------------- | ---------------------------------------------- | ----------------- |
| Sakara Tour 2006 (split z Rytmihäiriö i Mokoma) | - Data: 23 maja 2007 - Wydawca: Sakara Records | 1                 |
| K13V                                            | - Data: 5 maja 2009 - Wydawca: Sakara Records  | 1                 |

## Teledyski

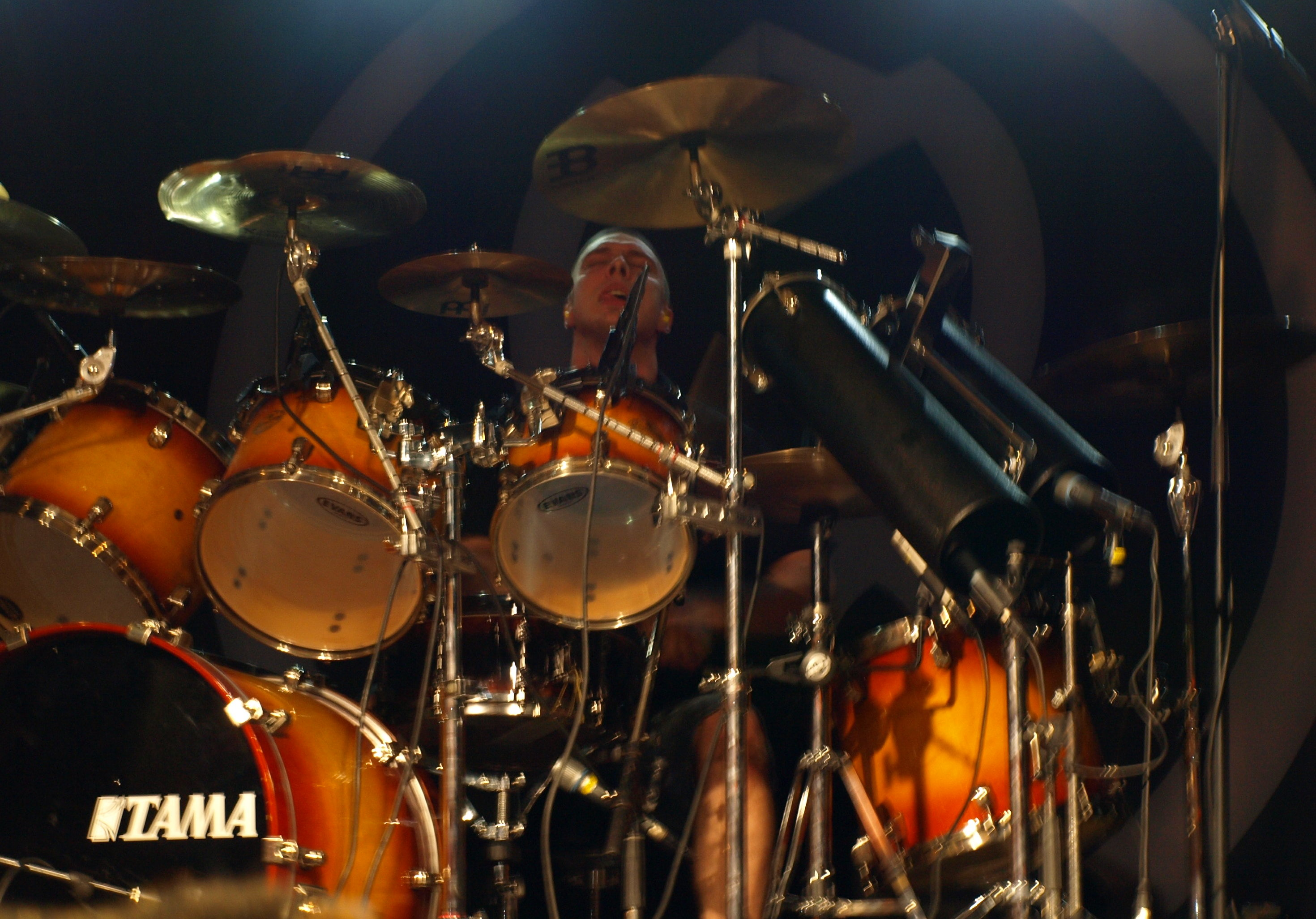
Teppo "Kake" Velin podczas koncertu w helsińskim klubie Nosturi 23 marca 2008 roku

| Rok  | Tytuł                           | Reżyseria        | Album                 | Źródło |
| ---- | ------------------------------- | ---------------- | --------------------- | ------ |
| 2004 | "Erilaisen Rakkauden Todistaja" | Milja Nevalainen | Väkivaltakunta        | [ 17 ] |
| 2005 | "Kadonneet Kolme Sanaa"         | —                | Stam1na               | [ 17 ] |
| 2005 | "Ristiriita"                    | —                | Stam1na               | [ 17 ] |
| 2005 | "Paha Arkkitehti"               | —                | Paha Arkkitehti       | [ 17 ] |
| 2006 | "Edessäni"                      | Jouni Kallio     | Uudet Kymmenen Käskyä | [ 17 ] |
| 2006 | "Likainen Parketti"             | Tuomas Petsalo   | Likainen Parketti     | [ 17 ] |
| 2008 | "Lääke"                         | Jouni Kallio     | Raja                  | [ 17 ] |
| 2008 | "Muistipalapelit"               | Tuomas Petsalo   | Raja                  | [ 17 ] |
| 2010 | "Pakkolasku"                    | Tuomas Petsalo   | Viimeinen Atlantis    | [ 17 ] |
| 2010 | "Yhdeksän Tien Päät"            | Jouni Kallio     | Vanhaa Paskaa         | [ 17 ] |
| 2010 | "Rikkipää"                      | —                | Viimeinen Atlantis    | [ 17 ] |

## Nagrody i wyróżnienia
| Rok  | Kategoria            | Tytułem            | Nagroda    | Nota | Źródło |
| ---- | -------------------- | ------------------ | ---------- | ---- | ------ |
| 2010 | Vuoden metallialbumi | Viimeinen Atlantis | Emma-gaala | Laur | [ 18 ] |
| 2014 | Vuoden metallialbumi | SLK                | Emma-gaala | Laur | [ 19 ] |